# 龚道安
龚道安（1964年11月4日—），男，汉族，湖北公安人（一说湖南澧县人），中华人民共和国警察、政治人物。龚道安毕业于湖北省人民警察学校（今湖北警官学院）刑事侦查专业，工作后取得在职大专学历。他拥有高级工程师职称。警校毕业后。他在湖北省公安县担任刑警，后升任中共咸宁市委常委、政法委书记、市公安局党委书记、局长，2010年11月任公安部十二局（技术侦察局）副局长，2012年10月任十二局局长，2017年6月起任上海市公安局党委书记、局长、督察长，上海公安学院院长，2018年1月任上海市人民政府副市长。2020年8月18日，因涉嫌严重违纪违法，接受中央纪委国家监委审查调查。

## 生平

### 湖北省
龚道安早年就读湖北省公安县第二中学，后考入湖北省人民警察学校（时为中等专业学校，现湖北警官学院前身）刑事侦查专业。警校毕业后，他于1981年9月参加工作，进入湖北省公安县公安局担任刑警，历任刑侦队副队长、派出所长、刑侦队长。后来，他转往公安县公安局的上级单位荆沙市公安局任职，先后任局长助理、副局长兼刑事侦查支队支队长。之后，他上调湖北省公安厅，历任副处长、刑侦总队重案侦查处处长、行动技术总队副总队长、总队长、经侦总队总队长。
2007年12月，他被派往咸宁市，出任中共咸宁市委常委、政法委书记，兼任咸宁市公安局局长。他在咸宁任职期间，咸宁市公安局破获了一起重大网络赌博案，涉案金额500亿元人民币，涉案人员10万人，涉及中国30个省级行政区，追缴非法所得超过8亿元人民币，创下中华人民共和国成立以来赌博案件的多项纪录。这起案件由公安部督办，当时引发了舆论关注。

### 公安部
2010年11月，龚道安在孙力军的提拔下上调公安部，出任公安部十二局（技术侦察局）副局长。2012年10月，他升任十二局局长。

### 上海市
2017年6月14日，龚道安任上海市人民政府党组成员、市公安局党委书记，6月23日正式出任上海市公安局局长。2018年1月28日，他升任上海市人民政府副市长。同时，他还兼任上海公安学院院长。2020年落马前，他在上海市的八位副市长中排名第六，职责为公安、司法、维稳、道路安全等，分管上海市公安局、上海市司法局、上海市监狱管理局等单位。
2020年8月18日，中央纪委国家监委网站宣布龚道安涉嫌严重违纪违法，正在接受调查。他成为了中共十九大之后上海市被查的第一位省部级官员。他也是继孙力军、邓恢林之后2020年第三位被调查的公安系统副部级官员。2020年8月31日，廖国勋离开上海任天津市委副书记，提名为天津市长候选人。9月23日，上海市十五届人大常委会第二十五次会议通过的人事任免，决定免去龚道安的上海市人民政府副市长、上海市公安局局长职务。2021年2月10日，龚道安的黨籍被開除，公职被解除。3月1日，中国最高人民检察院以涉嫌受贿罪对龚道安作出逮捕决定。
2021年3月，龚道安涉嫌受贿一案，由国家监察委员会调查终结后，移送最高人民检察院审查起诉。最高人民检察院经指定管辖，交由河北省唐山市人民检察院审查起诉。唐山市人民检察院已向唐山市中级人民法院提起公诉。
2021年9月16日，河北省唐山市中级人民法院一审公开开庭审理了龚道安受贿一案，起訴書指出其非法收受相关人员财物共计折合人民币7343万余元。。2022年9月21日，河北省唐山市中级人民法院宣佈对龚道安以受贿罪判处无期徒刑，剥夺政治权利终身，并没收个人全部财产。

## 关联人物
- 孙力军团伙主要成员：孙力军、王立科、邓恢林、刘新云